# Аристид Младший
Аристи́д Мла́дший (сер. IV в. до н. э.) — древнегреческий художник из города Фивы, сын Аристида Старшего, ученик Никомаха.
Современник Апеллеса, считался мастером в изображении человеческих эмоций и страстей. Написал картины: «Битва с персами» — для элатейского тирана Мнасона (за каждую из ста фигур художник получил по 100 мин), «Разрушенный город и умирающая мать и дитя» (увезена Александром Македонским в Пеллу), «Просящий», «Больной», «Трагический актёр с мальчиком», «Тесей и Ариадна» (куплена царём Пергама Атталом, увезена впоследствии в Рим), и др. (все произведения мастера известны только по описаниям). По-видимому, мастеру особенно удавалось передавать в живописи различные душевные состояния человека.

## Галерея
Изображения Аристида и реконструкции его картин, Галерея истории древней живописи, Эрмитаж

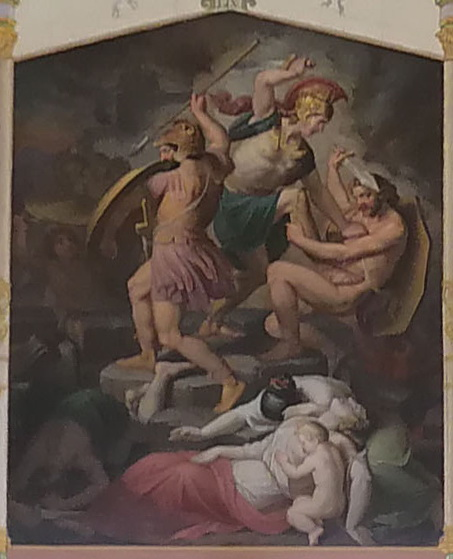
LIX (59). Картина Аристида «Штурм города».  Плиний отмечает, что Аристиду «принадлежит картина Младенец, подползающий к груди умирающей от раны матери в захваченном городе, и видно, что мать чувствует и боится, как бы он не стал с прекращением молока лизать кровь». Эта картина принадлежала Александру Македонскому[
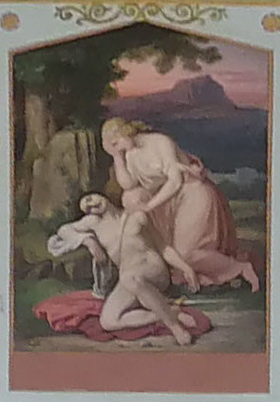
LX (60). Согласно Плинию Аристид «самым первым начал выражать в живописи нрав и передавать чувства человека <…> а также душевные смятения»
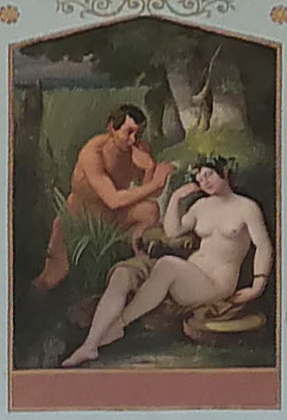
LXI (61). Картина Аристида «Нимфа и сатир».  Аристид был славен своими эротическими сюжетами, Афиней называет его «блудописцем» (или «порнографом», согласно Неверову[98]) и «большим мастером подобных сюжетов»